# 刘志明 (少将)
刘志明（1957年—），江苏连云港人。1976年2月应征入伍。中国人民解放军少将。

## 生平
1976年2月应征入伍，赴驻黑龙江省的陆军第23军。1978年11月被提升为军官，先后在团、旅、军和大军区机关财务部门任部门领导职务。2007年8月，晋升为沈阳军区联勤部副部长。2011年10月，任沈阳军区副参谋长。后任沈阳军区联勤部部长。
2016年，任新组建的中央军事委员会机关事务管理总局首任局长。
2009年7月，晋升中国人民解放军少将军衔。